# هيلدور غونادوتير
هيلدور غونادوتير (بالإنجليزية: Hildur Guðnadóttir) هي موسيقية وملحنة أيسلندية ولدت في 4 سبتمبر 1982 بمدينة ريكيافيك،آيسلندا.

## وصلات خارجية
- هيلدور غونادوتير على موقع IMDb (الإنجليزية)
- هيلدور غونادوتير على موقع مونزينجر (الألمانية)
- هيلدور غونادوتير على موقع ألو سيني (الفرنسية)
- هيلدور غونادوتير على موقع ميوزك برينز (الإنجليزية)
- هيلدور غونادوتير على موقع قاعدة بيانات الأفلام السويدية (السويدية)
- هيلدور غونادوتير على موقع أول ميوزيك (الإنجليزية)
- هيلدور غونادوتير على موقع ديسكوغز (الإنجليزية)
- هيلدور غونادوتير على موقع ديسكوغز (الإنجليزية)
- هيلدور غونادوتير على موقع قاعدة بيانات الفيلم (الإنجليزية)